# Karel Hanl
František Karel Boromejský Hanl z Kirchtreu (německy Karl Borromäus Hanl Freiherr von Kirchtreu; 4. září 1782, Krbice – 7. října 1874, Hradec Králové) byl český šlechtic, římskokatolický duchovní, kanovník metropolitní kapituly u sv. Víta v Praze, asistent trůnu papežského, senior rakousko-uherských biskupů, guberniální rada a referent duchovních Království českého, c.k. tajný rada, člen Českého musea a 17. sídelní biskup královéhradecký v letech 1831–1875.

## Život

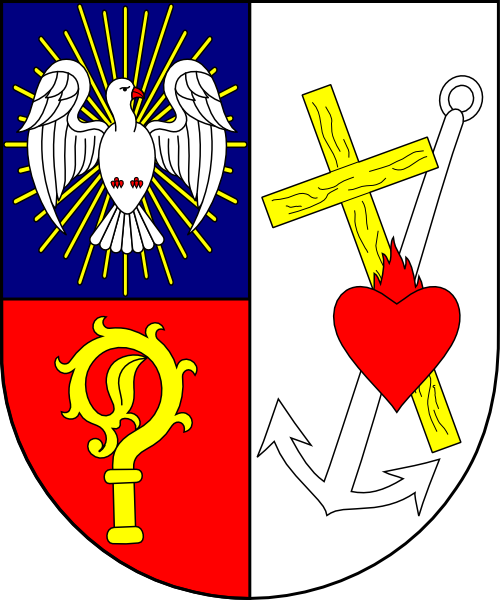
Erbovní štít královéhradeckého biskupa Karla Boromejského Hanla z Kirchteru (1831–1874)

Rodák z Krbic na Chomutovsku vystudoval chomutovské gymnázium a dále filozofii a teologii na Karlo-Ferdinandově univerzitě v Praze. Na kněze byl vysvěcen 8. září 1805 v Litoměřicích. V letech 1813 až 1821 působil jako farář v Kralupech u Chomutova, Stráži nad Ohří, Březně u Chomutova a poté v Prunéřově. 28. srpna 1822 byl jmenován kanovníkem metropolitní kapituly u sv. Víta v Praze a roku 1826 guberniálním a konzistorním radou. Roku 1828 se stal děkanem u sv. Apolináře. 28. října 1831 byl jmenován biskupem v Hradci Králové, 24. února 1832 byl potvrzen, 6. května 1832 byl konsekrován a 10. června 1832 byl intronizován. Jako hradecký biskup usiloval o zvýšení počtu far. Zabýval se hospodářstvím, uměním, charitou i politikou.
Pro zámek v Chrasti, který spadal do jeho panství, pořídil olejové portréty svých biskupských předchůdců. V roce 1834 v Chrasti založil školní knihovnu. Roku 1836 se stal c.k. tajným radou. Roku 1842 učinil štědrá darování pro své poddané (pro personál na dvorech, pro chudé učedníky a pro chudé studenty). V roce 1846 dal vysázet v Chrasti přes 1100 ovocných stromků.
V roce 1845 vydal český nový kancionál. V roce 1850 zahájil v diecézi první duchovní cvičení pro kněze.
Založil chlapecký seminář Borromeum, pro který v roce 1860 byla vystavěna rozsáhlá budova (dnešní biskupské gymnázium). V roce 1861 obdržel velkokříž řádu Františka Josefa.
Roku 1864 konal v Hradci Královém diecézní synodu k 200. výročí založení královéhradeckého biskupství. K této příležitosti byla opravena královéhradecká katedrála, postaven hlavní oltář, zřízen bohatě zdobený biskupský trůn a kanovnické lavice.
Biskup Hanl byl i literárně činný. Vydával v němčině teologické spisy, z nichž některé byly přeloženy do češtiny, např. „Skutečná oběť před Bohem“, česky zpracoval P. K. Müller (Jindřichův Hradec), a „Pastýřský listy“ (viz časopis Blahoslav, ročníky 1867–1868, 1872).
Dne 2. května 1872 byl nejvyšším rozhodnutím císaře Františka Josefa I. povýšen do stavu svobodných pánů s predikátem „von Kirchtreu“ (diplom 9. června 1872). Tento titul chtěl poté nechat přenést na svého synovce Karla (syna bratra Josefa), ale český místodržící Alexander svobodný pán Koller a ministr vnitra Josef Lasser von Zollheim tuto žádost nedoporučili a vyslovili se pro udělení pouhého prostého šlechtictví. Tak se také stalo a synovec Karel byl císařem povýšen do šlechtického stavu nejvyšším rozhodnutím ze dne 11. června 1873 a majestátem vydaným ve Vídni dne 27. července 1873.
Karel Boromejský sv. pán Hanl z Kirchtreu zemřel 7. října 1874 v Hradci Králové, ve věku 92 let. Je pohřben v místním dómu, v katedrále svatého Ducha.
Jeho praneteř Klára Hanlová z Kirchtreu, provdaná za Leopolda Heyrovského, byla matkou bratrů Jaroslava a Leopolda Heyrovských a prababičkou spisovatele, textaře a bývalého kandidáta na prezidenta Michala Horáčka.